# Wormer (dorp)
Wormer, of formeel Wormer en Engewormer, is een voormalige zelfstandige gemeente in de Zaanstreek, in de provincie Noord-Holland. Het dorp ligt aan de oostzijde van de rivier de Zaan, tegenover Wormerveer, en vormt sinds 1991 samen met Jisp, Neck, Oostknollendam, Spijkerboor en Wijdewormer de gemeente Wormerland. Tot het dorp behoort ook de buurtschap Bartelsluis, dat op de grens is gelegen van het dorp en de Engewormer. Aan het Oosteinde verbindt Het Weiver de dorpen Wormer en Jisp met elkaar.

## Geschiedenis Wormer
Wormer behoort tot de oudste plaatsen van de Zaanstreek. De plaats wordt in 1063 genoemd in een lijst van de abdij van Egmond als "Weremere", maar is waarschijnlijk al veel ouder. Van de etymologie van de naam Wormer is zeker dat het tweede deel -mer de betekenis van "meer" (grote plas, of klein stilstaand water) heeft, vergelijkbaar in plaatsnamen als Purmer, Bijlmer en Schermer. Het eerste deel Wor- komt waarschijnlijk van "were" of "wier" en betekent verhoging, dam of (water)wering, vergelijkbaar in plaatsnamen als Wieringen en Wieren.
In 1280 weerstonden de inwoners van Wormer diverse aanvallen van de Friezen en West-Friezen. Hiervoor kregen de inwoners van Wormer door Floris V, graaf van Holland en Zeeland vrijstelling van het betalen van tol, in die tijd een belangrijk voorrecht. Tijdens de Tachtigjarige Oorlog voltrok zich een belangrijk treffen tussen de Geuzen en Spaanse troepen in Wormer. Op 1e Pinksterdag 30 mei 1574 probeerden 1400 soldaten van de Spaanse troepen Wormer en Jisp te veroveren. Ze werden door de Geuzen, vrijbuiters en inwoners van beide dorpen verpletterend verslagen. Doordat vergelijkbare aanvallen op Ilpendam en Purmerend eveneens werden afgeslagen, was Waterland hierna voortaan vrij van Spaanse invloeden.
Wormer kende een tijd van grote bloei in 16e en 17e eeuw door de scheepsbeschuitbakkerij die toentertijd in dit dorp was gevestigd. Ruim 130 beschuitbakkers zorgden voor de bevoorrading van de vele schepen van de VOC en de walvisvaart vanuit Jisp en concurrent Amsterdam. De Wormerse Tweeback was zeer vermaard en werd zelfs genoemd in diverse toneelstukken van Bredero ("dat pas op enkaer als een paer Wormer tweebakken!"). Daarnaast was Wormer, net als de rest van de Zaanstreek, een bedrijvig gebied met vooral veel stijfselmakerijen, traankokerijen en zeildoekweverijen. In totaal hebben in Wormer ooit minimaal 66 molens gestaan. Vandaag de dag is hiervan slechts 1 molen bewaard gebleven, namelijk molen 'De Koker'. In 2018 is een nieuwe beschuittoren gebouwd in het dorp, als herdenking aan de tijd dat Wormer vele beschuitbakkers kende. Aan de Veerdijk langs de Zaan zijn onder andere rijstpellerijen gevestigd waarvan alleen Lassie nog bestaat. De voormalige rijstpellerijen en -pakhuizen zijn verbouwd tot kantoorruimten.

## Wormer in het nieuws

### Gat van Wormer

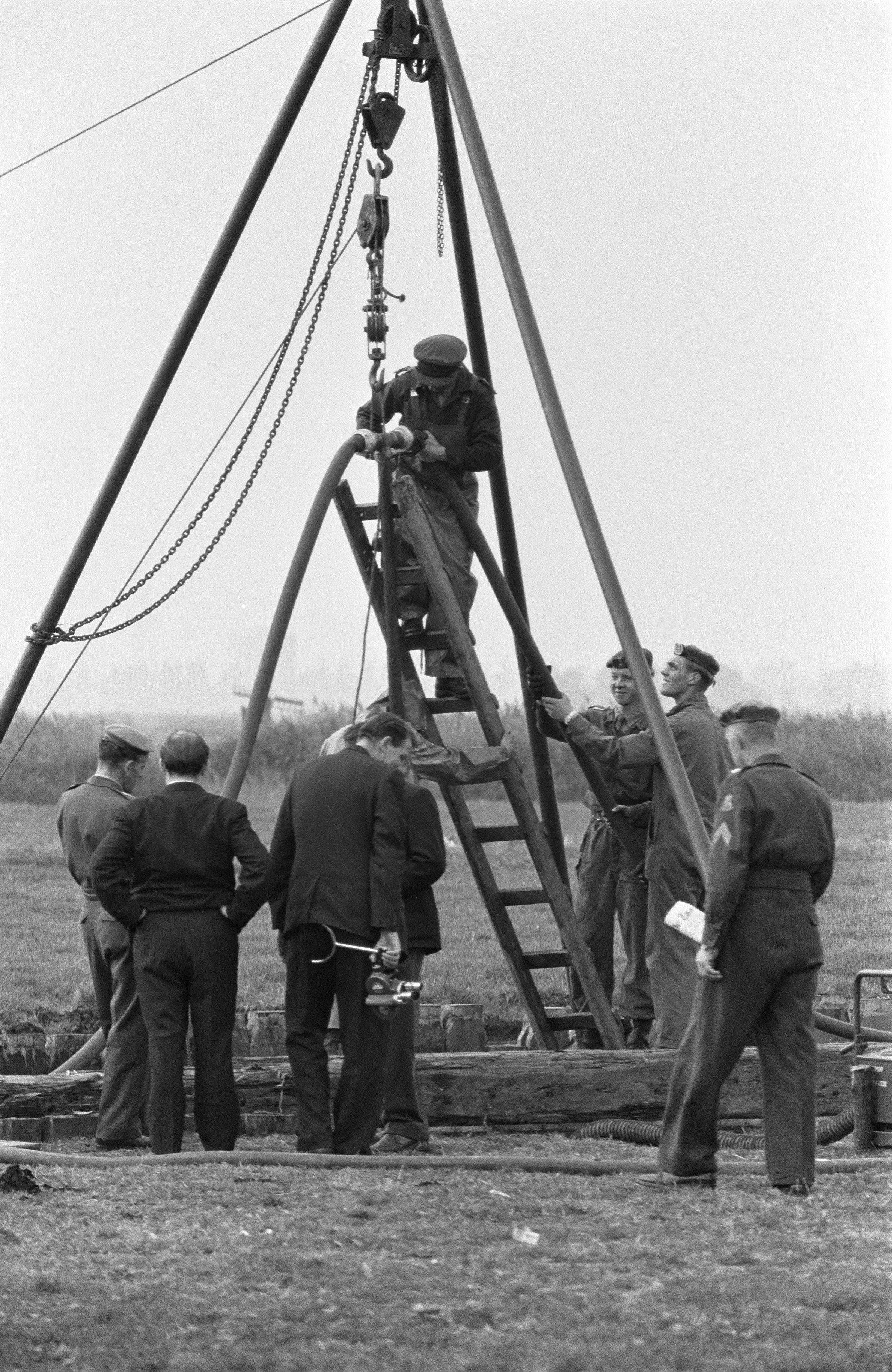
Onderzoek van het gat te Wormer (14 oktober 1959)

Na een oorverdovend gefluit vond men in september 1959 in Wormer een eigenaardig gat met een diameter van circa 60 centimeter op het land van boer Teun Jongert achter de burgemeesterswoning van A. Loggers. Ook op het land van boer R. Grevers was enkele maanden eerder een vergelijkbaar gat ontstaan. Het gat van Jongert werd zonder resultaat door de explosievenopruimingsdienst (EOD) onderzocht.
Het werd groot nieuws en trok zelfs filmploegen uit de Verenigde Staten en tal van Europese landen naar Wormer. Het ministerie van Binnenlandse Zaken liet een aannemer een damwand om het voorwerp slaan om het op te graven. Na enkele archeologische vondsten werd een tweede dieper liggende damwand binnen de eerste damwand geslagen. Door omwoners werd geopperd dat het gat weleens een gevolg kon zijn van de buitengewoon droge zomer. Al snel kwam tegenslag; welwater bemoeilijkte het doorgaan met het uitgraven, waarna de damwand het begaf. Na overleg op het ministerie van Buitenlandse Zaken besloot men de werkzaamheden over te dragen aan het ministerie van Defensie. De inslag van een projectiel van onbekende makelij leek de meest voor de hand liggende gedachte, zodat het Ministerie van Defensie de zaak op zich nam. Defensie had het plan om eerst de ondergrond te onderzoeken met een sonde en dan, als er iets gevonden werd, een schacht te graven met stalen ringwanden om het grondwater weg te houden. Onder leiding van majoor J.J. Blommaart van de EOD werd een poging gedaan om met zwaar materieel het vermeende projectiel te vinden. Het werk met de sonde in het oorspronkelijke gat werd op 14 oktober zonder resultaat gestaakt. Op 31 oktober werden sonderingen verricht op zes plaatsen, waaronder die bij boer Grevers, en op 5 november werd besloten het werk voorlopig te staken. Non-ferro buizen moesten worden vervaardigd voor specifiek onderzoek op grote dieptes. Na de vorst werden op verschillende plaatsen metingen tot een diepte van 25 meter verricht, maar er bevond zich met zekerheid tot op die diepte geen stuk metaal in de grond. Op 27 januari 1960 gaf het Ministerie van Defensie de opdracht de onderzoeken te staken. zeer tot onvrede van de majoor die naar eigen zeggen op een diepte van 27 tot 28 meter op iets hards was gestoten. Blommaart had ook een duidelijke mening over de aard van de inslag. Hij zocht de oorzaak in de inslag van een raket, mogelijk van Russische makelij, of de trap van een Spoetnik.
Blommaart was niet tevreden met de stopgezette operatie en kwam met het voorstel een internationaal fonds op te zetten om verder onderzoek te bekostigen. Hoewel de vermoedelijke aard van het voorwerp de Verenigde Staten interesseerde, schuwde het ministerie buitenlandse bemoeienis. Hierop besloot men het gat dicht te gooien. Enkele jaren later liet Blommaart in een radio-uitzending van de VARA nogmaals weten graag weer in Wormer aan het graven te gaan: "Mijn handen jeuken om weer aan het karwei te beginnen. De voorwerpen, die naar schatting zo'n 60 centimeter diameter hebben, krijgen we eruit zo zeker als twee maal twee vier is." De majoor heeft echter nooit meer de gelegenheid gekregen om deze uitspraak te bewijzen.

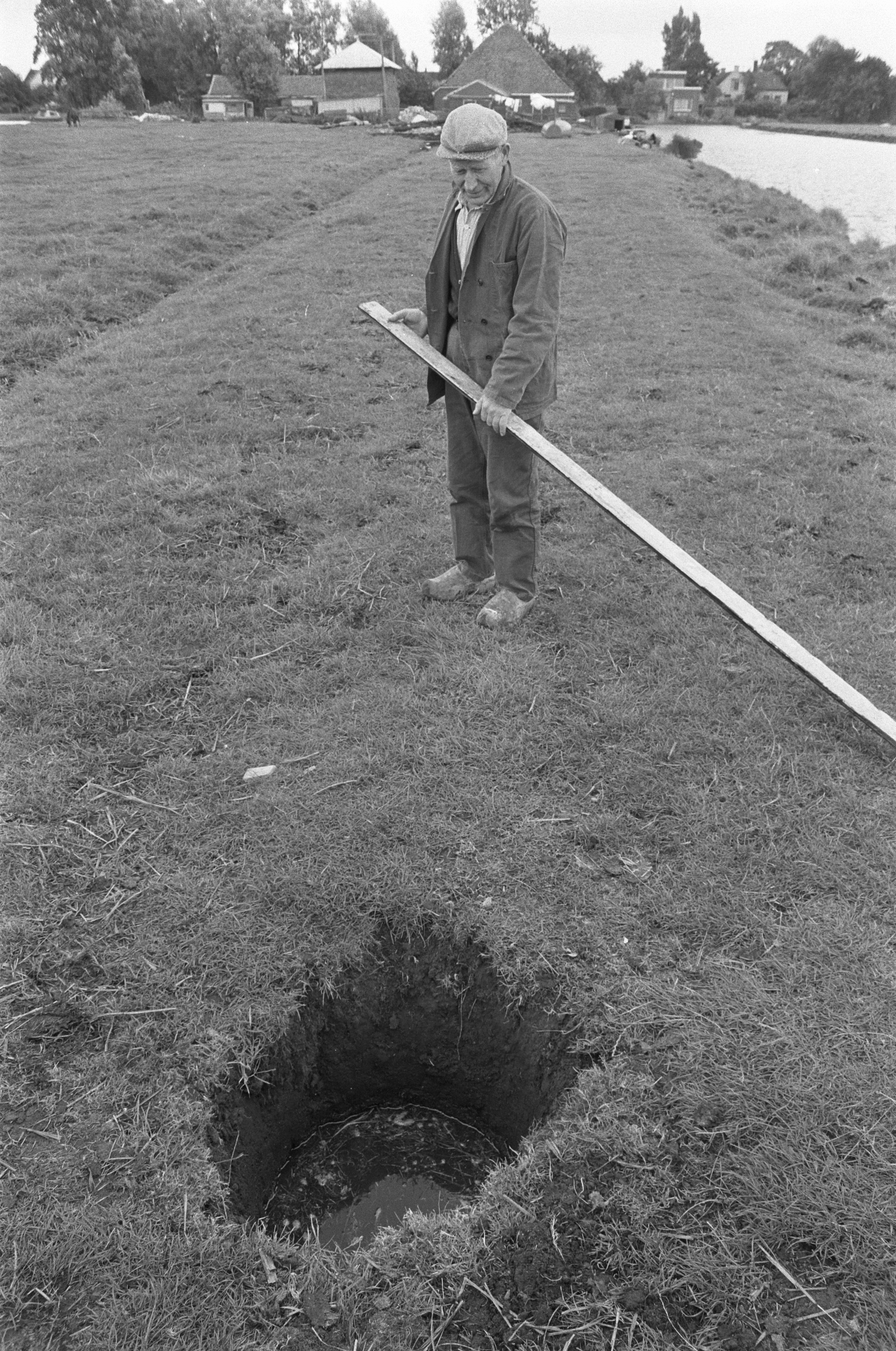
Mysterieus gat in Wormer ontdekt door de veehouder Dokter (1975)

Bijna zestien jaar later, op 19 augustus 1975, was er plotseling weer een mysterieus gat van circa drie meter diep, zo'n 600 meter ten oosten van de vroegere gaten. Veehouder Willem Dokter aan de Dorpsstraat dekte het af met planken. Ook deze gebeurtenis trok de aandacht van verschillende instanties. Tot graven kwam het ditmaal echter niet. Theorieën over de mogelijke oorzaak werden echter wel geformuleerd en behelsden een raket, delen van een satelliet en een meteoriet. De laatste hypothese werd ondersteund door de waarnemingen van enkele Zaankanters die op het moment van de inslag een vuurbal boven Wormer hadden waargenomen. Eind augustus werd het gat gedicht met puin.
Archeoloog H. Altena van de Universiteit van Amsterdam was een andere mening toegedaan. Het gat van 1975 was evenals dat van 1959 volgens hem ontstaan door voormalige waterputten. Ook professor F.F.F.E. van Rummelen van de Rijks Geologische Dienst, die in oktober 1975 in Ons Huis in Wormer zijn visie kwam toelichten, dacht aan menselijk ingrijpen als oorzaak. Volgens de professor was het gat ontstaan door het weggraven van de vruchtbare zeeklei die als bemesting werd gebruikt. Zo'n gat werd vroeger opgevuld met veen. Dat veen zou in de loop der jaren dermate zijn ingeklonken dat het plotseling was weggezakt, waardoor van de ene op de andere dag een gat kon ontstaan. De opvatting van Van Rummelen werd lang niet door iedereen gedeeld. Men vroeg zich af, waarom de bewoners indertijd zeeklei naar boven hadden gehaald, terwijl er genoeg mest van de koeien voorhanden was om het land te bemesten. Onder de tegenstanders was majoor Blommaart, die indertijd het gat van 1959 had onderzocht. Tot op heden heerst er geen eenstemmigheid over de oorzaak.

### Meisjesbrief
De gemeente Wormer werd landelijk bekend toen burgemeester Cock Kerling-Simons in 1988, in het kader van de in te voeren 1990-maatregel, aan alle 15- en 16-jarige meiden in haar gemeente een circulaire stuurde over de mogelijke gevolgen van deze wetswijziging voor hen.

### Cacaobrand
Op 18 december 2003 was Wormer landelijk in het nieuws, doordat een grote cacaobrand uitbrak in het distributiecentrum van ADM Cocoa aan de Veerdijk, waarbij onder meer blauwzuurgas vrijkwam. De nabijgelegen basisschool, enkele bedrijven en het gemeentehuis moesten worden ontruimd. 's Avonds werden circa 1300 inwoners geëvacueerd.
Op 19 januari 2011 brak er na een explosie brand uit in Wormer. Dit gebeurde weer bij ADM Cocoa aan de Veerdijk om 19.30 uur 's avonds. Deze keer was een partij cacaopoeder in brand geraakt. Cacaopoeder is beter te blussen dan cacaobonen en er kwam geen blauwzuurgas vrij. Daardoor kwam het GRIP-niveau niet hoger dan 2. Men was nog wel even ongerust vanwege een schoorsteen die dreigde in te storten.

## Nieuwbouwplannen in Wormer

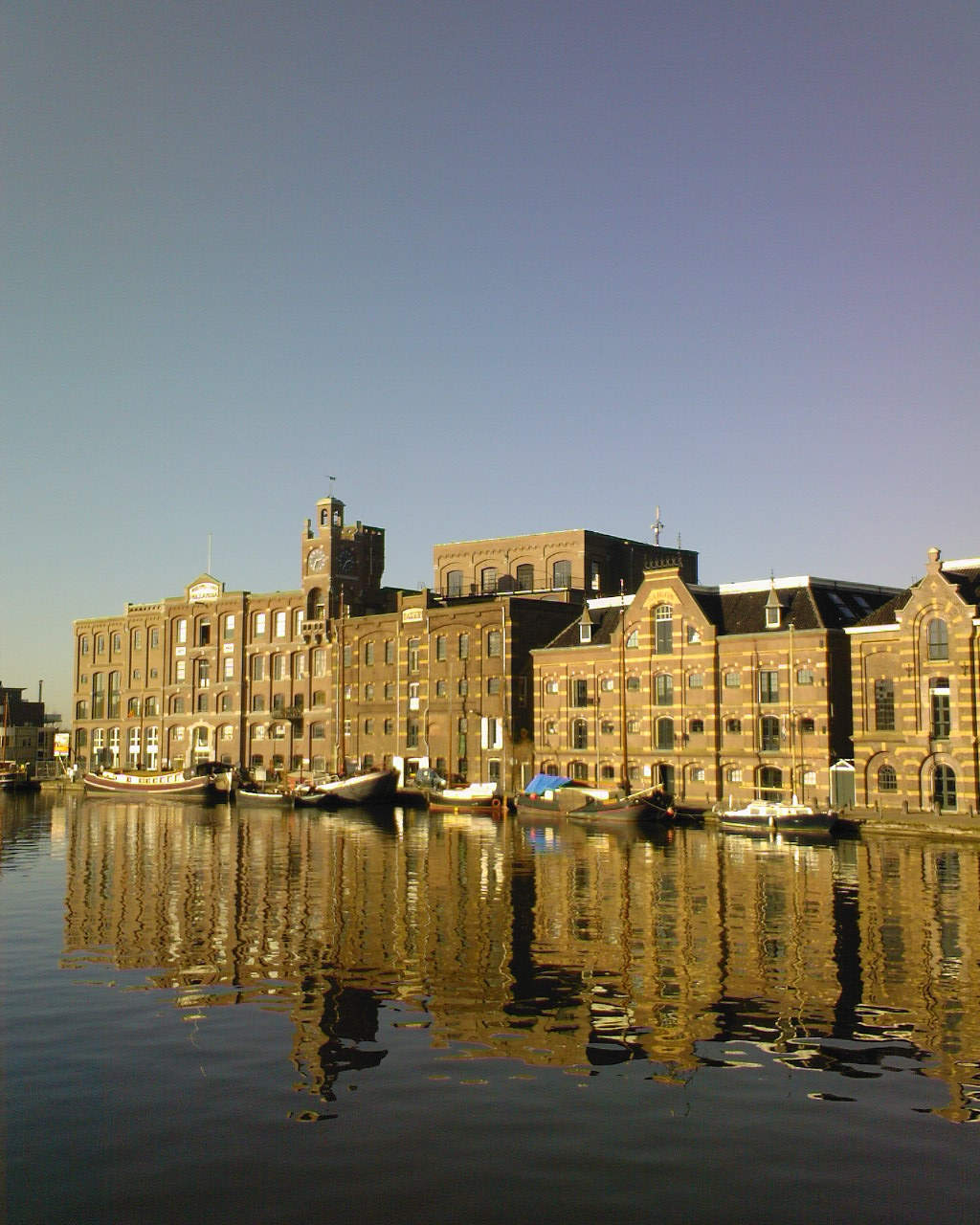
Pakhuizen in Wormer

In de structuurvisie van de provincie Noord-Holland wordt gekozen voor het sparen van het buitengebied en het behouden van het landschappelijke karakter. Als gevolg hiervan zullen gemeenten vaak kiezen voor 'inbreiden', bouwen in de open plekken in een gemeente. Wormerland is dunbevolkt met zo'n 400 inwoners per vierkante kilometer. Van de oppervlakte van 45,14 vierkante kilometer is 6,34 water. Van de rest is een groot deel open landschap: weilanden. De gemeente wil deze open ruimte zo veel mogelijk sparen.

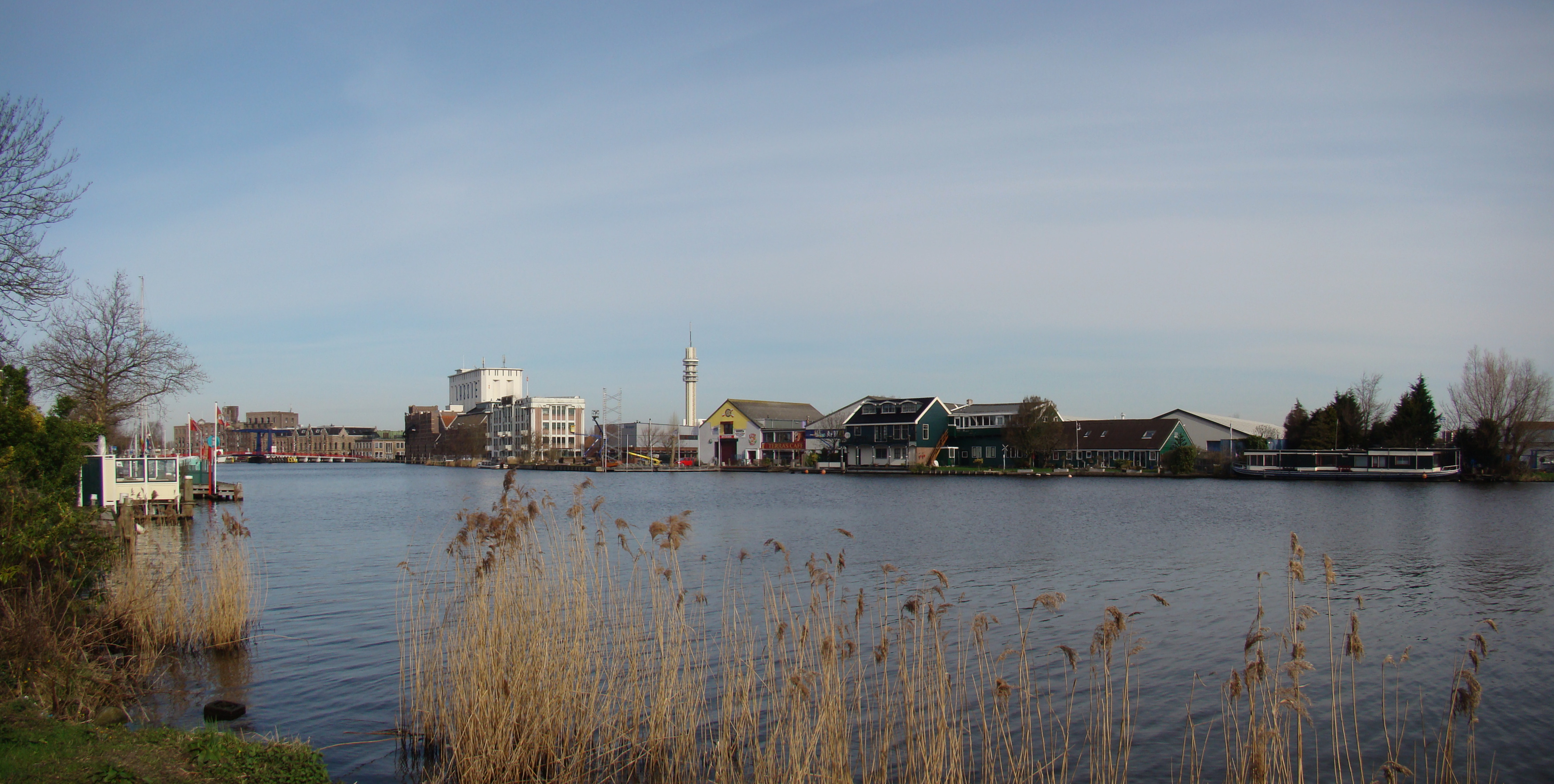
Wormer gezien vanaf Wormerveer

## Geboren in Wormer
- Meinard Man († 1526), geestelijke;
- Tyman Arentsz. Cracht (1600-1646), kunstschilder;
- Jacob Jongert (1883-1942), graficus, interieurontwerper, glazenier en  kunstschilder;
- Gerrit Baas Klaaszoon (1884-1978), vakbondsbestuurder en politicus;
- Pieter Groot (1916-1992), burgemeester;
- Jan Emmer (1917-1944), Engelandvaarder en agent Bureau Bijzondere Opdrachten;
- Herman Wiersinga (1927-2020), predikant en theoloog
- Rie Meijer (1934), schaatsster;
- Maria de Groot (1937), schrijfster;
- Ewald Kooiman (1938-2009), organist en hoogleraar;
- Piet de Wit (1946), wielrenner;
- Peter Rozemeijer (1947-1987), couturier;
- Pieter Jan Leeuwerink (1962-2004), volleyballer;
- Martin Bosma (1964), politicus;
- Merel Westrik (1979), presentatrice;
- Micky van de Ven (2001), profvoetballer;
- Isa Gomez (2002), voetbalster.